# Chokyi Nyima Rinpoché
Chokyi Nyima Rinpoché (tibétain : ན་ཆོས་ཀྱི་ཉི་མ་རིན་པོ་ཆེ་; wylie : Chos-kyi Nyi-ma Rin-po-che), est un grand maître du Bouddhisme tibétain né en 1951 au Tibet.

## Biographie
Chökyi Nyima (qui signifie Soleil du Dharma) Rinpoché est né en 1951 dans la famille Tsangsar, qui conserve depuis plusieurs générations la lignée Barom Kagyu. Il est le premier des fils de Tulku Urgyen Rinpoché.
Alors qu’il n’a que dix-huit mois, Chökyi Nyima est reconnu comme la 7e incarnation de Gar Drubchen, un lama Drikung Kagyu et siddha tibétain considéré comme une émanation de Nagarjuna. Peu de temps après, il est intronisé au monastère de Drong Gon Tubten Dargye Ling, siège de son prédécesseur, à Nakchukha au Tibet central.
Peu avant le soulèvement tibétain de 1959, Chökyi Nyima quitte sa région natale de Nangchen au Tibet, et rejoint Gangtok au Sikkim avec ses parents et son frère Tsikey Chokling Mingyur Dewey Dorje Rinpoché. Il étudie à l’école des jeunes lamas à Dalhousie dont s’occupe Freda Bedi,, puis rejoint à treize ans le monastère de Rumtek où il étudie pendant onze ans les traditions Karma Kagyu, Drikung Kagyu, et Nyingma sous la direction du 16e Karmapa, de Dilgo Khyentse Rinpoché, et de Tulku Urgyen Rinpoché.
En 1974, Chökyi Nyima quitte Rumtek, où il est l'assistant du 16e Karmapa, et rejoint Tulku Urgyen Rinpoché et Chokling Rinpoché à Bodnath au Népal, près de Katmandou. À la demande du Karmapa, ils établissent le monastère de Ka-Nying Shedrub Ling près du grand stupa de Jarung Khashor.
En 1976, le monastère est construit, et Chökyi Nyima, âgé de vingt-cinq ans, en est nommé abbé et khenpo par le 16e Karmapa qui lui recommande d'instruire des pratiquants occidentaux.
En 1980, il accompagne son père Tulku Urgyen Rinpoché qui transmet des enseignements en Europe, aux États-Unis et en Asie du sud-est, sur le Dzogchen et le Mahamudra.
En 1981, Chökyi Nyima Rinpoché fonde Rangjung Yeshé, un institut d'études bouddhistes, puis les Éditions Rangjung Yeshé.
Chaque automne à Bodnath, il donne des séminaire en anglais.
Il est également le directeur spirituel de plusieurs centres occidentaux au Danemark, en Californie, Autriche, Écosse, Angleterre. Début 2017, un centre international de méditation a été créé en France dans les Pyrénées-Orientales et est en cours de développement.